# Gilbert Moevi
Gilbert Moevi, né le 1er septembre 1934 ou 1935 à Lomé au Togo français et mort le 26 février 2022 à Bordeaux, est un joueur de football français qui achève sa carrière en 1967. 
Finaliste de la coupe de France avec les Girondins de Bordeaux, il participe à trois coupe des villes de foires successives avec le club bordelais.

## Statistiques
| Saison    | Club                  | Championnat | Championnat | Championnat | Coupe(s) nationale(s) | Coupe(s) nationale(s) | Compétition(s) continentale(s) | Compétition(s) continentale(s) | Compétition(s) continentale(s) | Total | Total |
| Saison    | Club                  | Division    | M.          | B.          | M.                    | B.                    | Comp.                          | M.                             | B.                             | M.    | B.    |
| 1958-1959 | Girondins de Bordeaux | Division 2  | 21          | 0           | 4                     | -                     | -                              | -                              | -                              | 25    | 0     |
| 1959-1960 | Girondins de Bordeaux | Division 1  | 14          | 0           | -                     | -                     | -                              | -                              | -                              | 14    | 0     |
| 1960-1961 | Girondins de Bordeaux | Division 2  | 29          | 0           | 8                     | 0                     | -                              | -                              | -                              | 37    | 0     |
| 1961-1962 | Girondins de Bordeaux | Division 2  | 26          | 0           | 3                     | 1                     | -                              | -                              | -                              | 29    | 1     |
| 1962-1963 | Girondins de Bordeaux | Division 1  | 25          | 0           | 4                     | 0                     | -                              | -                              | -                              | 29    | 0     |
| 1963-1964 | Girondins de Bordeaux | Division 1  | 28          | 1           | 6                     | 0                     | -                              | -                              | -                              | 34    | 1     |
| 1964-1965 | Girondins de Bordeaux | Division 1  | 30          | 2           | 3                     | 0                     | Foires                         | 2                              | 0                              | 35    | 2     |
| 1965-1966 | Girondins de Bordeaux | Division 1  | 25          | 0           | 1                     | 0                     | Foires                         | 1                              | 0                              | 27    | 0     |
| 1966-1967 | Girondins de Bordeaux | Division 1  | 21          | 1           | 1                     | 0                     | Foires                         | 3                              | 0                              | 25    | 1     |

## Palmarès
- Finaliste de la coupe de France en 1964 avec les Girondins de Bordeaux
- Vice-champion de France en 1965 et 1966